# Venice High School
Venice High School – szkoła średnia w zachodnim Los Angeles w dzielnicy Mar Vista. 72-73% uczniów jest pochodzenia meksykańskiego i południowoamerykańskiego.

## Absolwenci
- Beau Bridges
- Walter Cunningham
- Myrna Loy

## Media
W szkole nakręcono część filmu Grease (jako Rydell High School) i teledysk do ...Baby One More Time Britney Spears. Przed budynkiem znajduje się posąg kobiety, do którego pozowała Myrna Loy, wtedy jeszcze uczennica.